# Пабло Чаваррія
Пабло Чаваррія (ісп. Pablo Chavarría; народився 2 січня 1988 року, Лас-Персідес, Аргентина) — аргентинський футболіст, нападник клубу «Мальорка».

## Клубна кар'єра
Чаваррія — вихованець клубу «Бельграно». 9 вересня 2008 року в матчі проти «Чакаріта Хуніорс» він дебютував в аргентинській Прімері B. 12 жовтня в поєдинку проти «Альдосіви» Пабло забив свій перший гол за «Бельграно». У своєму дебютному сезоні Чаваррія допоміг клубові вийти до аргентинської Прімери.
Влітку 2010 року Чаваррія перейшов до бельгійського «Андерлехта». 21 серпня в матчі проти «Локерена» він дебютував у Лізі Жюпіле. 26 грудня у поєдинку проти «Лірса» Пабло забив свій перший гол за «Андерлехт».
На початку 2011 року Чаваррію віддали в оренду до «Ейпена». 12 лютого в матчі проти «Сінт-Трейдена» він дебютував за нову команду. 6 березня в поєдинку проти «Лірса» Пабло забив свій перший гол за «Ейпен». Влітку того ж року Чаваррія на правах оренди приєднався до «Кортрейка». 7 серпня в матчі проти «Вестерло» він дебютував за новий клуб. 23 жовтня в поєдинку проти «Брюгге» Пабло забив свій перший гол за «Кортрейк». По закінченні терміну оренди клуб вирішив продовжити її ще на сезон.
Влітку 2013 року Чаваррія перейшов до французького «Ланса». 4 серпня в матчі проти «Серкль Атлетіка» він дебютував у Лізі 2. 10 серпня в поєдинку проти «Діжона» Пабло забив свій перший гол за «Ланс». За підсумками сезону Чаваррія допоміг клубу вийти до еліти. 9 серпня в матчі проти «Нанта» він дебютував у Лізі 1. По закінченні сезону команда знову вилетіла, але Пабло залишився в клубі.
Влітку 2016 року Чаваррія приєднався до «Реймса». 1 серпня в матчі проти «Ам'єна» він дебютував за нову команду. 26 жовтня в поєдинку проти «Гавра» Пабло забив свій перший гол за «Реймс». 2018 року Чаваррія забив 14 м'ячів і допоміг клубу вийти до еліти. 11 серпня в матчі проти «Ніцци» він дебютував за команду на вищому рівні.

## Статистика виступів
Станом на матч, що відбувся 14 квітня 2018
| Клуб                | Сезон              | Ліга                     | Ліга | Ліга | Кубок | Кубок | Кубок ліги | Кубок ліги | Інші | Інші | Загалом | Загалом |
| Клуб                | Сезон              | Дивізіон                 | Ігри | Голи | Ігри  | Голи  | Ігри       | Голи       | Ігри | Голи | Ігри    | Голи    |
| ------------------- | ------------------ | ------------------------ | ---- | ---- | ----- | ----- | ---------- | ---------- | ---- | ---- | ------- | ------- |
| «Бельграно»         | 2008–09            | Прімера Дивізіон         | 2    | 0    | 0     | 0     | 0          | 0          | 0    | 0    | 2       | 0       |
| «Бельграно»         | 2008–09            | Прімера Дивізіон Б       | 31   | 6    | 0     | 0     | 0          | 0          | 0    | 0    | 31      | 6       |
| «Бельграно»         | 2009–10            | Прімера Дивізіон Б       | 31   | 5    | 0     | 0     | 0          | 0          | 0    | 0    | 31      | 5       |
| «Бельграно»         | Загалом            | Загалом                  | 64   | 11   | 0     | 0     | 0          | 0          | 0    | 0    | 64      | 11      |
| «Андерлехт»         | 2010–11            | Ліга Жупіле              | 5    | 1    | 1     | 1     | 0          | 0          | 2    | 0    | 8       | 2       |
| «Ейпен» (оренда)    | 2010–11            | Ліга Жупіле              | 9    | 4    | 0     | 0     | 0          | 0          | 0    | 0    | 9       | 4       |
| «Кортрейк» (оренда) | 2011–12            | Ліга Жупіле              | 37   | 5    | 7     | 0     | 0          | 0          | 0    | 0    | 44      | 5       |
| «Кортрейк» (оренда) | 2012–13            | Ліга Жупіле              | 28   | 6    | 5     | 2     | 0          | 0          | 0    | 0    | 33      | 8       |
| Ланс                | 2013–14            | Ліга 2                   | 32   | 10   | 5     | 1     | 1          | 0          | 0    | 0    | 38      | 11      |
| Ланс                | 2014–15            | Ліга 1                   | 31   | 7    | 1     | 0     | 1          | 0          | 0    | 0    | 33      | 7       |
| Ланс                | 2015–16            | Ліга 2                   | 28   | 4    | 0     | 0     | 0          | 0          | 0    | 0    | 28      | 4       |
| Ланс                | Загалом            | Загалом                  | 91   | 21   | 6     | 1     | 2          | 0          | 0    | 0    | 99      | 22      |
| Ланс-2              | 2013–14            | Національний чемпіонат 2 | 1    | 0    | 0     | 0     | 0          | 0          | 0    | 0    | 1       | 0       |
| Реймс               | 2016–17            | Ліга 2                   | 27   | 7    | 1     | 0     | 1          | 0          | 0    | 0    | 29      | 7       |
| Реймс               | 2017–18            | Ліга 2                   | 32   | 12   | 0     | 0     | 2          | 0          | 0    | 0    | 34      | 12      |
| Реймс               | Загалом            | Загалом                  | 59   | 19   | 1     | 0     | 3          | 0          | 0    | 0    | 63      | 19      |
| Загалом за кар'єру  | Загалом за кар'єру | Загалом за кар'єру       | 294  | 67   | 20    | 4     | 5          | 0          | 2    | 0    | 321     | 71      |

1. ↑  По одному матчу в Лізі чемпіонів та Лізі Європи